# Golden Valley County (North Dakota)
Das Golden Valley County ist ein County im Bundesstaat North Dakota der Vereinigten Staaten. Der Verwaltungssitz (County Seat) ist Beach.

## Geographie

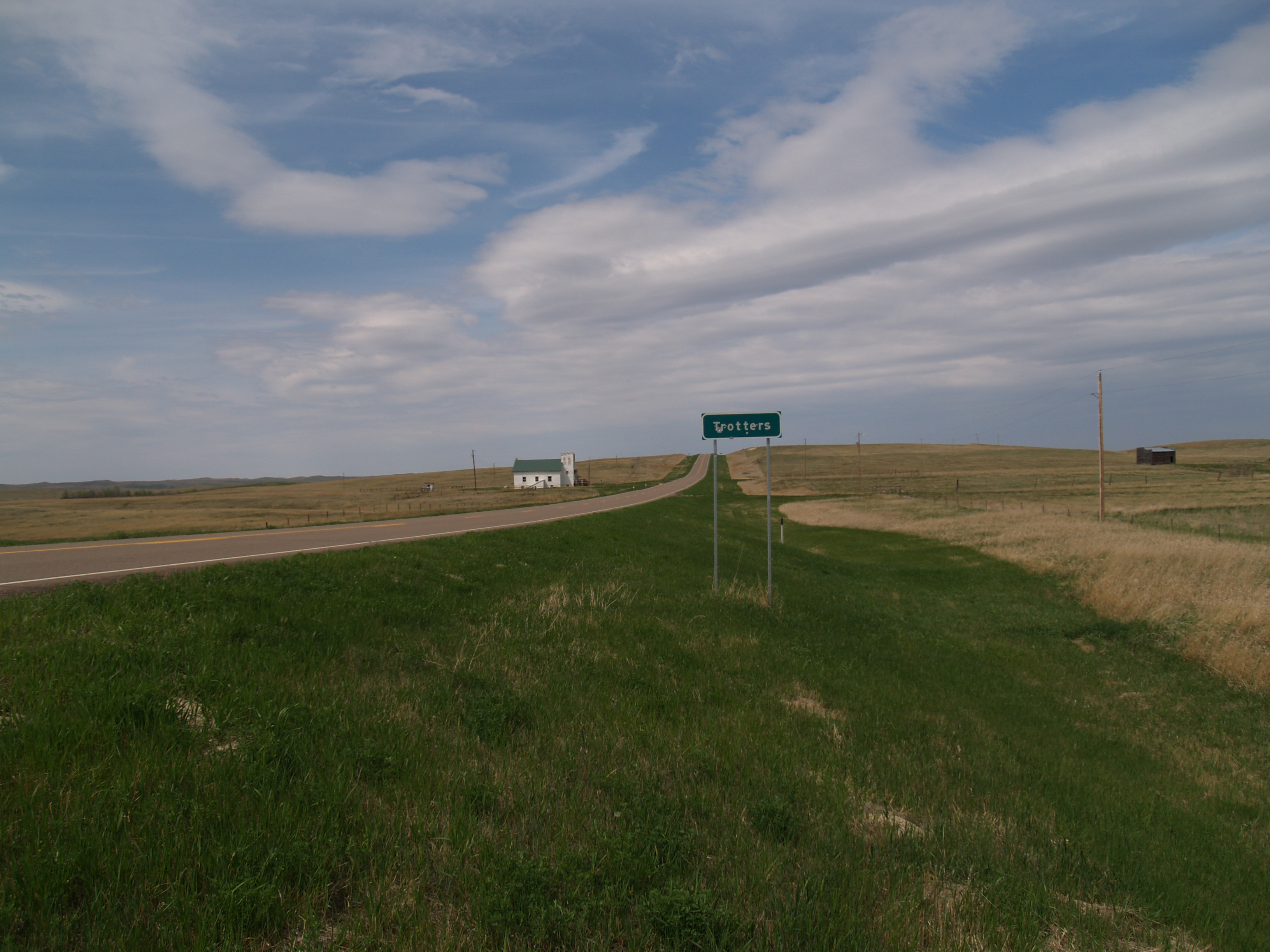
Kirche am ND Highway 16 in der Geisterstadt Trotters im Golden Valley County

Das County liegt etwas südlich im äußersten Westen von North Dakota, grenzt an Montana und hat eine Fläche von 2596 Quadratkilometern, wovon 1 Quadratkilometer Wasserfläche ist. Es grenzt im Uhrzeigersinn an folgende Countys: McKenzie County, Billings County, Slope County, Fallon County (Montana) und Wibaux County (Montana).

## Geschichte
Golden Valley County wurde 1912 gebildet. Benannt wurde es nach der Gegend des Golden Valley im gleichen County.
Zwei Bauwerke des Countys sind im National Register of Historic Places eingetragen (Stand 24. März 2018), das Golden Valley County Courthouse und die 
Sentinel Butte Public School.

## Demografische Daten

Alterspyramide des Golden Valley County

Nach der Volkszählung im Jahr 2000 lebten im Golden Valley County 1.924 Menschen in 761 Haushalten und 506 Familien. Die Bevölkerungsdichte betrug 0,74 Einwohner pro Quadratkilometer. Ethnisch betrachtet setzte sich die Bevölkerung zusammen aus 97,77 Prozent Weißen, 0,73 Prozent amerikanischen Ureinwohnern, 0,10 Prozent Asiaten und 0,31 Prozent aus anderen ethnischen Gruppen; 1,09 Prozent stammten von zwei oder mehr Ethnien ab. 1,04 Prozent der Bevölkerung waren spanischer oder lateinamerikanischer Abstammung.
Von den 761 Haushalten hatten 29,2 Prozent Kinder und Jugendliche unter 18 Jahre, die bei ihnen lebten. 58,3 Prozent waren verheiratete, zusammenlebende Paare, 4,9 Prozent waren allein erziehende Mütter, 33,4 Prozent waren keine Familien, 31,5 Prozent waren Singlehaushalte und in 15,8 Prozent lebten Menschen im Alter von 65 Jahren oder darüber. Die Durchschnittshaushaltsgröße betrug 2,38 und die durchschnittliche Familiengröße lag bei 3,01 Personen.
Auf das gesamte County bezogen setzte sich die Bevölkerung zusammen aus 28,3 Prozent Einwohnern unter 18 Jahren, 5,1 Prozent zwischen 18 und 24 Jahren, 22,2 Prozent zwischen 25 und 44 Jahren, 23,0 Prozent zwischen 45 und 64 Jahren und 21,3 Prozent waren 65 Jahre alt oder darüber. Das Durchschnittsalter betrug 41 Jahre. Auf 100 weibliche Personen kamen 92,6 männliche Personen. Auf 100 Frauen im Alter von 18 Jahren oder darüber kamen statistisch 88,1 Männer.
Das jährliche Durchschnittseinkommen eines Haushalts betrug 29.967 USD, das Durchschnittseinkommen der Familien betrug 37.105 USD. Männer hatten ein Durchschnittseinkommen von 25.478 USD, Frauen 18.000 USD. Das Prokopfeinkommen betrug 14.173 USD. 10,8 Prozent der Familien und 15,3 Prozent Familien lebten unterhalb der Armutsgrenze. Davon waren 21,4 Prozent Kinder oder Jugendliche unter 18 Jahre und 7,7 Prozent waren Menschen über 65 Jahre.